# Lee Jun-hyeok (actrice, née en 2001)
Lee Soo-min, née le 1er juillet 2001, est une actrice sud-coréenne.

## Filmographie sélective

### Cinéma
- 2019 : Oh Hyun-jung dans Cet homme en moi de Kang Hyo-jin[2].